# Aurel Stodola
Aurel Boleslav Stodola  (10 mai 1859 Liptovský Mikuláš, royaume de Hongrie, empire d'Autriche - 25 décembre 1942 Zurich, Suisse) est un ingénieur, physicien et inventeur slovaque. Il fut un pionnier dans le domaine de la thermodynamique et de ses applications techniques. Stodola était professeur de génie mécanique à l'École polytechnique fédérale de Zurich (EPFZ). Son traité Die Dampfturbine (« la turbine à vapeur », 1903) est un classique de la discipline. Parmi ses élèves, le plus illustre est sans doute Albert Einstein. En 1892, Stodola a fondé le Laboratoire pour la conversion de l'énergie.

## Biographie
Aurel Stodola est né en 1859 dans l'actuelle Slovaquie, alors rattachée au royaume de Hongrie, dans l'empire d'Autriche. Vers 1877, il étudia le génie mécanique, d'abord à l’institut polytechnique de Budapest, puis à partir de 1878 à l’École polytechnique fédérale de Zurich, dont il sortit diplômé « avec félicitations » en 1881. Ses études achevées, Stodola participa d'abord à la reconstruction de la mégisserie de son père, détruite dans un incendie , puis de 1884 à 1892 il fut employé aux Constructions mécaniques Ruston à Prague.
Au mois de mars 1892, Stodola est recruté comme Professeur de génie mécanique à l’École polytechnique fédérale de Zurich. Il s'y taille bientôt une renommée mondiale d'expert en turbomachines et machines thermiques, à la fois au plan théorique, pratique et didactique. L'Ecole fédérale lui offrait l'un des laboratoires les mieux équipés d’Europe à l'époque, grâce à une collaboration étroite avec l'industrie alpine  (Escher, Wyss & Cie., Brown, Boveri & Cie, etc.).
Il formula la « règle du cône », longtemps appelée « loi de Stodola » relative au transfert de pression dans les turbines. Les conseils de Stodola ont notamment permis à Heinrich Zoelly de construire la première turbine à action multi-étages (1903) et à Hans Holzwarth de mettre au point la première turbine à gaz de série (1905). Son premier manuel : « Turbines à vapeur et à gaz » (Die Dampfturbinen und ihre Aussichten als Wärmekraftmaschinen und über die Gasturbine, 1903), s'impose d'emblée comme un classique : il sera réédité à de nombreuses reprises et traduit en plusieurs langues. En plus des questions thermodynamiques entrant dans la conception des turbines, il y discute les aspects de l'écoulement, des vibrations, de l'analyse des contraintes sur les plaques et disques en rotation, et les concentrations de contraintes au niveau des alésages et des filets,.
Mais les centres d'intérêt de Stodola allaient bien au-delà des turbines. C'est ainsi qu'en collaboration avec Ferdinand Sauerbruch, il mit au point une prothèse de la main. Il s'est aussi exprimé sur la technologie dans son essai « Le Monde vu par l'ingénieur » (Gedanken zu einer Weltanschauung vom Standpunkte des Ingenieurs, Springer-Verlag, 1931). Il correspondait  abondamment avec ses contemporains (notamment Albert Einstein et Albert Schweitzer) sur toutes sortes de questions philosophiques et économiques.
Élevé au rang de professeur émérite (1929), il continua de se consacrer à la recherche et au développement de l'industrie jusqu'à sa mort, en 1942 à Zürich.